# Vladimír Balthasar
Vladimír Balthasar (Vinohrady, 21 de junho de 1897 — Nové Město, 10 de novembro de 1978) foi um pesquisador, naturalista, musicólogo e museólogo da Tchecoslováquia, nascido no Império Austro-Húngaro, dedicando-se às disciplinas da entomologia, onde estudava escaravelhos e himenópteros. Também destacou-se por sua carreira na ornitologia, estudando a ornitofauna da região. Sua vida profissional inicia-se em uma idade jovem, trabalhando na edição de um jornal logo após servir no Exército Austro-Húngaro, que ingressaria após formar-se no ensino primário. Originalmente envolvido na área das ciências humanas, passaria a se interessar no naturalismo logo após ao período Entreguerras.
Após a Primeira Guerra Mundial, forma-se em filosofia e musicologia na Universidade Carolina de Praga. Nesta época, estudou sobre história da arte ocidental e música clássica, quando obteve seu doutorado na área, publicando ocasionalmente trabalhos críticos sobre artistas populares à época, como Pablo Picasso e Mikoláš Aleš. Depois, forma-se na mesma universidade pela Faculdade de Ciências nas disciplinas de zoologia. Na  década de 1950, trabalhou na curadoria do Museu de História Natural de Hradec Králové, onde também foi assistente do instituto de biologia da Faculdade de Medicina da Universidade de Hradec Králové.
Publicou mais de 200 trabalhos, incluindo artigos em periódicos e livros especializados em entomologia e ornitologia. Foi também um entusiasta da arqueologia, da medicina e da antropologia. Uma parte de sua coleção de besouros está encontrada no Museu Nacional de Praga, em sua cidade natal. Em sua vida e após a morte, recebeu uma grande quantia de prêmios e homenagens. Atualmente, os trabalhos publicados por Balthasar e seus documentos são mantidos por seus descendentes e por sua família em geral.

## Primeiros anos e jornalismo

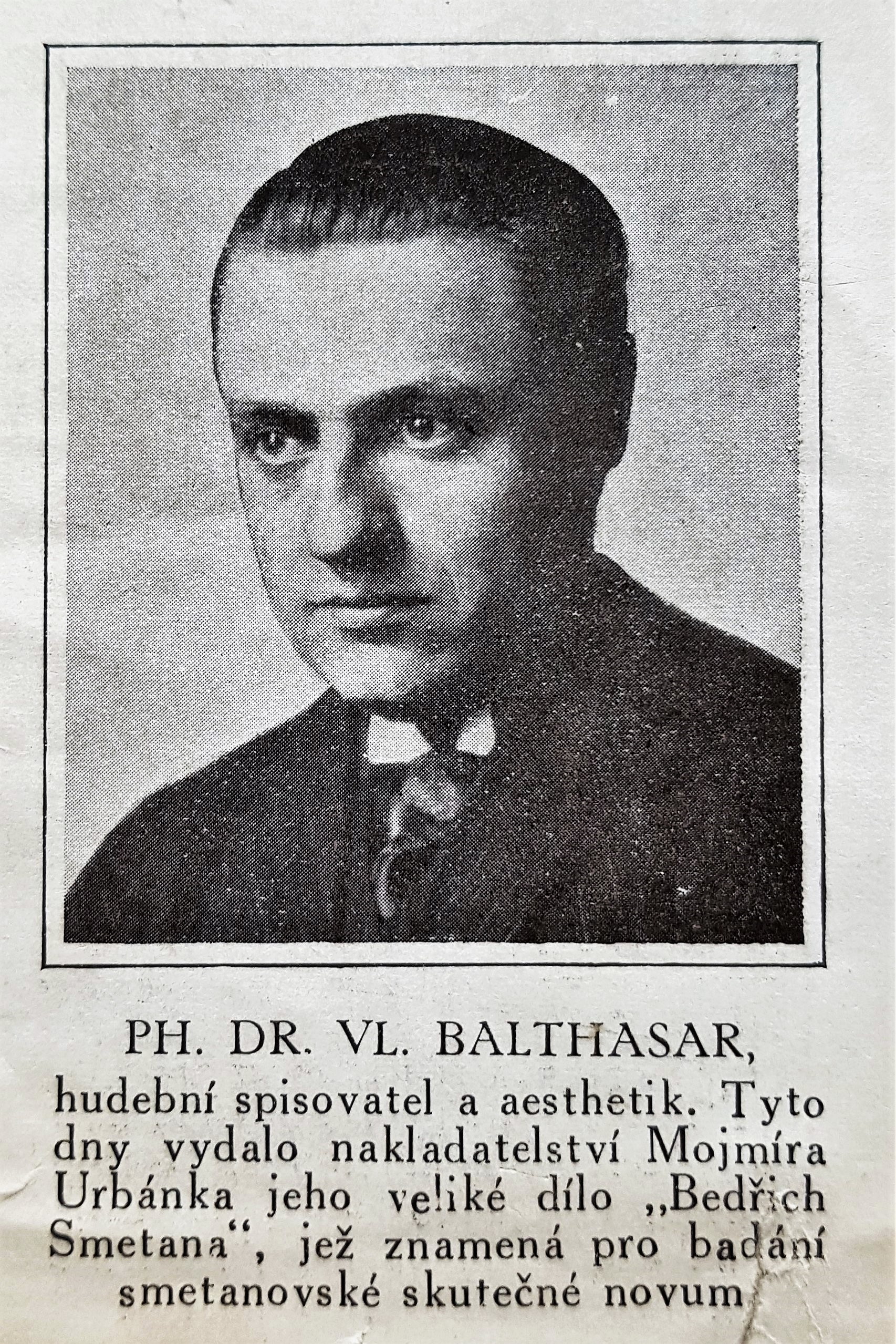
Balthasar, pouco após receber seu doutorado pela Carolina de Praga, em uma matéria de divulgação do seu artigo sobre Smetana (1924)

Vladimír Balthasar nasceu em 21 de junho de 1897, na cidade de Praga, na região da Tchecoeslováquia, à época constituinte da Áustria-Hungria, na Europa Central. Em 1916, se formou na escola de gramática, e logo depois, alistou-se no serviço militar de seu país, ligando à uma estadia na capital austríaca, em Viena, servindo na Primeira Guerra Mundial. Durante esse período, ele seria introduzido ao cenário da música clássica e da ópera vienense, e então, decidindo estudar musicologia. Já no fim da Primeira Guerra, no Período Entreguerras, ele matriculou-se na Faculdade de Letras da Universidade Carolina, estudando os aspectos da estética, da filosofia e da música. Em 1920, após defender sua dissertação de doutorado sobre História da vida de concertos em Praga, foi promovido a "sub auspiciis" ― a maior cerimônia de diploma na região da Áustria ― e recebeu seu doutorado em filosofia. Depois, ele continuaria em seus estudos, abrangendo a história da arte. Na mesma época, inicia sua busca por trabalho remunerado. 
Nesta época, porém, não encontrou nenhum cargo profissional vago que correspondesse ao seu diploma, então ingressando na redação do Československá republika, um jornal da região tchecoeslovaca, onde trabalhou como editor do Departamento de Imprensa do Conselho de Ministros e, a partir de março de 1923, conseguiria o cargo de editor-responsável da revista periódica Československé noviny, através de uma indicação, onde trabalhou até janeiro de 1924. Nesta mesma época, desde 1921, publicou trabalhos independentes na editora de música de Mojmír Urbanek, assim como artigos na Dalibor, da qual foi editor responsável desde 1922. Naquela época ele era amigo de personalidades importantes, incluindo os compositores Josef Suk, Bohuslav Martinů e Viktor Stretti.
Em sua carreira em relação à história da arte, onde dedicou-se principalmente à pintura, principalmente tcheca e eslovaca, mas também de outras partes da Europa, tanto a contemporânea como de períodos passados, como a arte renascentista e moderna. Balthasar publicou mais de 90 obras, incluindo resenhas, trabalhos críticos e observações, principalmente no Československá noviny. Entre seus trabalhos notáveis, se inclui trabalhos sobre Ludvík Kub, Pieter de Hooch, Adolph Trägr, Josef Ullman, Pablo Picasso, Mikoláš Aleš, Jaroslav Rérych, Josef Písecký e Max Švabinský, publicados entre 1921 e 1923. Outros trabalhos, menos frequentes, abordavam sobre esculturas e outros artistas em geral, o que fazia de seu escopo muito amplo. Também publicou obras sobre a pintura mundial, além de uma publicação sore o proeminente músico Bedřich Smetana, em 1924.
Durante estes anos, Vladimír trabalharia na editoria dos seguintes periódicos: Československá republika, Československé noviny, Dalibor – Hudební listy e Severočeský deník; todas especializadas na região tcheca do império. Também escreveu artigos que saíam do escopo do qual era especializado, escrevendo uma série de relatórios, ensaios, artigos de viagem e observações de suas excursões. Naquela época, ele era um dos jornalistas muito ativos e editoriais. Balthasar sairia do periódico apenas em 1927, com a extinção da revista. No mesmo ano, ingressaria como editor da assessoria de imprensa do Ministério das Relações Exteriores, na Imprensa da Europa Central, entre os anos de 1927 e 1931. No ano seguinte, em 1932, tornou-se editor-chefe e responsável pelo jornal Severočeský deník, no mesmo ano em que encerraria sua carreira de jornalista profissional.

## Trabalhos em museus, instituições e entomologia
|                                                                                     |  |                                                                                            |
| Exposição de aves nativas e exóticas no Museu de História Natural de Hradec Králové |  | Exposição de minérios, geodos do Departmento de Geologia do Museu de Hradec Králové, Praga |

Embora já houvesse se formado em filosofia na Universidade Carolina, também se interessava por outros assuntos além das ciências humanas, se dedicando às ciências naturais, como a arqueologia. Dentro desse contexto, Balthasar pretendia conseguir um certificado de docência na Faculdade de Letras, através de uma habilitação concedida por seus estudos passados. Planejando sua tese de habilitação, abordou os aspectos da arquitetura romana urbana e rural, comparando as técnicas entre edifícios residenciais urbanos e rurais romanos. Para a defesa de sua tese, iniciaria uma série de viagens ao norte da África — região que foi anteriormente conquistada pelos antigos romanos após a dominação dos povos norte-africanos, dentre os quais os antigos egípcios — e para região correspondente à Roma Antiga na Itália. Durante esta primeira viagem, Balthasar descobriria seu interesse por insetos: enquanto media os alicerces das casas norte-africanas, se viu empolgado e fascinado pelos insetos africanos, que eram frequentemente vistos voando e rastejando no ambiente.

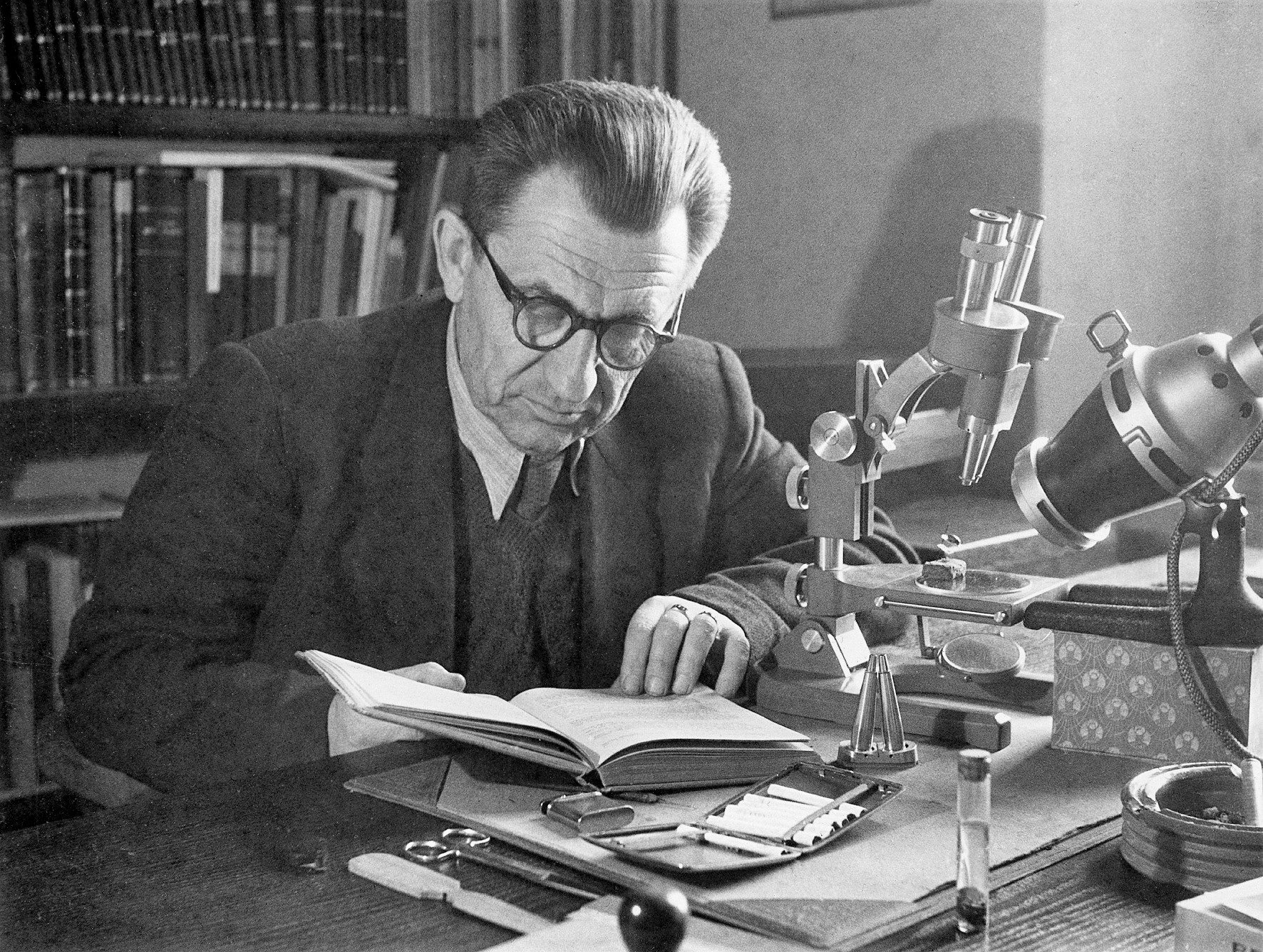
Balthasar pesquisando no Museu de História Natural de Hradec Králové (1952)

Depois de retornar da África, Vladimír Balthasar já havia escrito sua tese de habilitação, entretanto, ao contrário do que planejou inicialmente, não a apresentou à oposição. Depois, no ano letivo de 1926 e 1927, matriculou-se na Faculdade de Ciências da Universidade Carolina, especializado em zoologia. Ao mesmo tempo em que cursava ciências naturais na faculdade, retornou ao seu ofício de jornalista. Durante o triênio de 1926 até 1929, trabalhou como colaborador voluntário no Departamento de Zoologia do Museu Nacional de Praga. Como funcionário do Museu Nacional, também participou de expedições à Tunísia, Bulgária e Macedônia. Após sete anos de estudo, se formou na Faculdade de Ciências Naturais e, na primavera de 1933, se formou com o título de doutor em Ciências Naturais. Em maio de 1933, ingressou no departamento zoológico-botânico e antropológico do Museu Eslovaco em Bratislava. Nos anos de 1933 a 1939, trabalhou como zelador do departamento zoológico e botânico do Museu Eslovaco de História Natural em Bratislava. Em ornitologia, ele criou uma visão geral das aves do Danúbio eslovaco (1934). Foi o conservador da protecção dos monumentos naturais dos distritos de Šamorín, Dunajská Streda, Komárno, Stará Ďala (Hurbanovo) e Parkan (Štúrovo).

Algum tempo depois, durante o biênio de 1935 a 1936, Vladimír começou a se interessar por medicina. Em 1935, matriculou-se na Faculdade de Medicina da Universidade Comenius, sudoeste de Bratislava, tornando-se assistente do Instituto de Anatomia Natural e Topográfica, e depois no Instituto de Histologia e Embriologia, entre 1936 e 1939. No final de janeiro de 1939, ele teve que deixar a Eslováquia, terminou seu emprego no Museu Eslovaco de História Nacional e interrompeu seus estudos na Faculdade de Medicina. Novamente, Balthasar não completou seus estudos médicos. No início de fevereiro de 1939, Balthasar ingressou como chefe do departamento biológico do Instituto de Estudos de Zlín. O instituto de estudos, que foi criado pela Baťovy závody, destinava-se a servir tanto como um instituto de treinamento para os funcionários da empresa de Tomáš Bata e também para servir como um instituto educacional e uma base cultural urbana. 
Nesse período foi membro do conselho editorial da revista Entomologické listy (1939-1945). Ele se tornou um membro pleno da Sociedade Morávia de Ciências Naturais — mais tarde a Academia Morávia-Silésia de Ciências Naturais. Após a libertação em 1945, ele se tornou o diretor de todo o Instituto de Estudos e um dos administradores gerais nacionais da preocupação nacionalizada – administrando todos os equipamentos culturais. Durante a reorganização das antigas fábricas Baťa, ocorreu uma nova organização de instituições culturais, o que estreitou suas oportunidades de trabalho.

## Monografia dos escaravelhos e fauna nacional

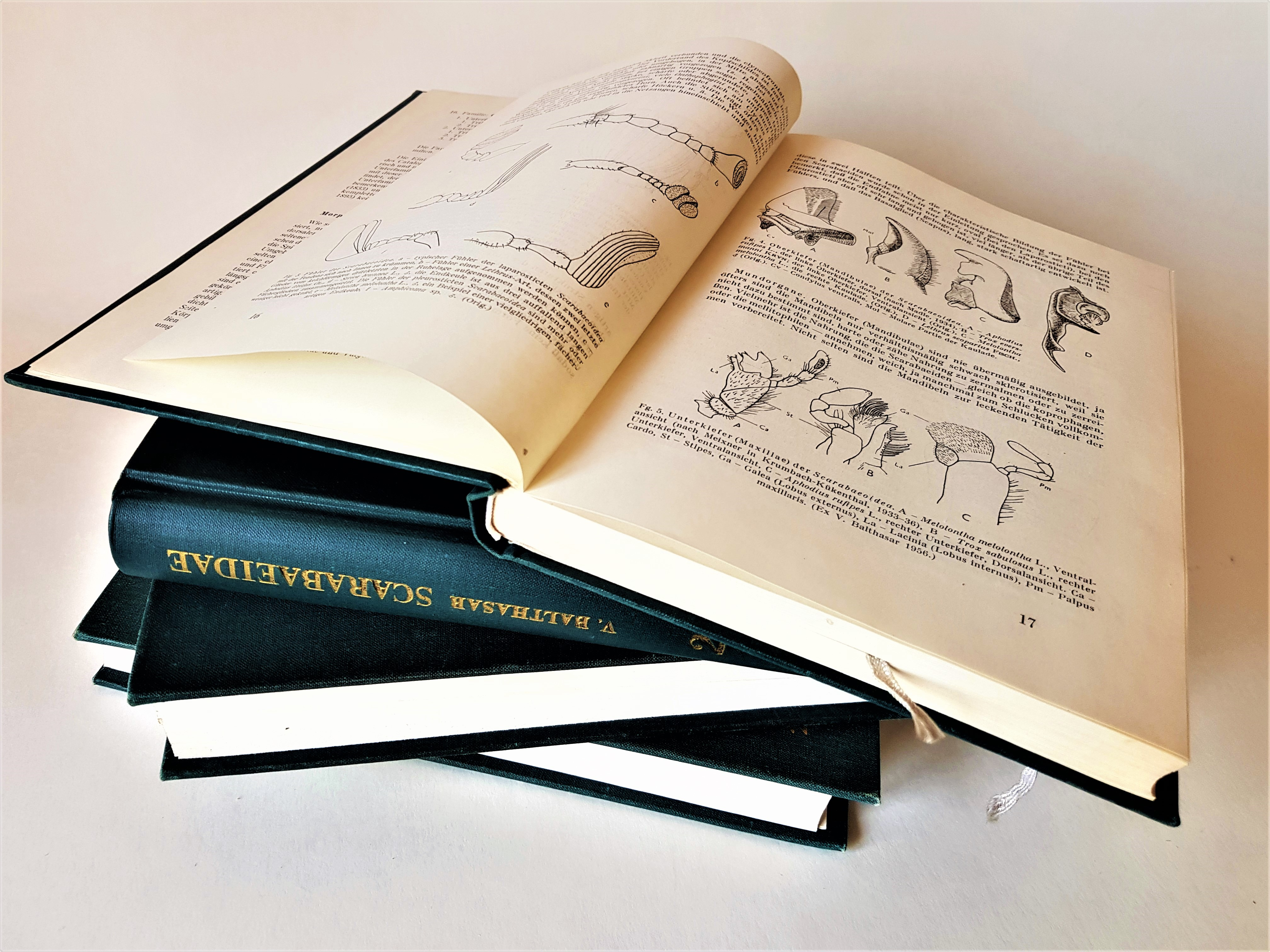
Inicialmente publicada em 1963, Monografie der Scarabaeidae und Aphodiinae continua sendo o trabalho mais relevante de Balthasar.

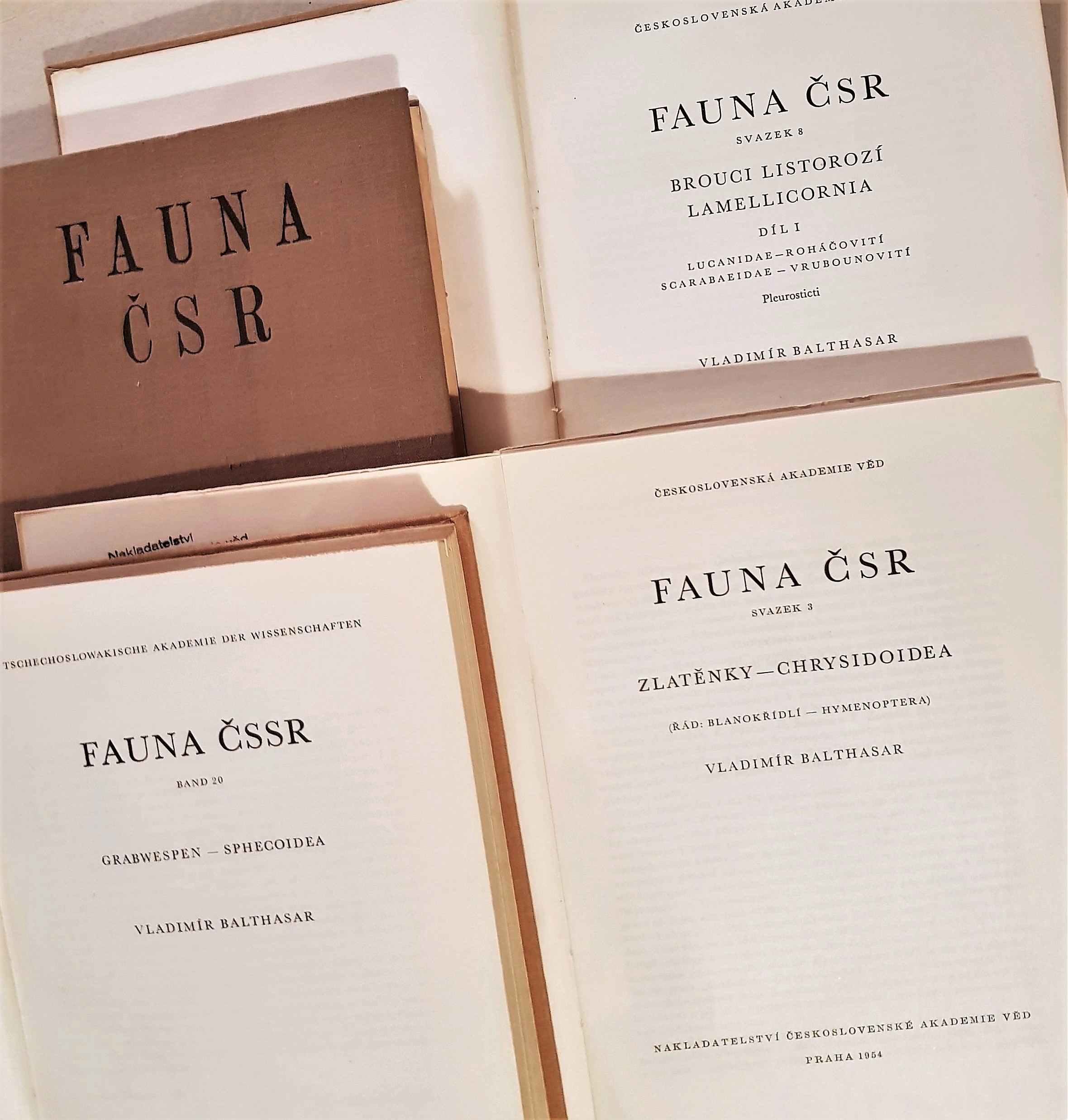
Os volumes do Fauna Čsr publicados entre as décadas de 1950 e 1960 por Vladimír Balthasar.

Assim, em janeiro de 1947 terminou seu trabalho em Zlín e em fevereiro assumiu o cargo de assistente de pesquisa no Instituto de Biologia da Faculdade de Medicina de Hradec Králové, onde em 1948 aceitou externamente o cargo de diretor do Museu Municipal de História Natural em Hradec Králové e também lecionou zoologia externamente por seis semestres na Faculdade de Educação de Hradec Králové. Tornou-se membro do Clube de Ciências Naturais em Hradec Králové e trabalhou em seu comitê. Em 1951, o Museu Municipal de História Natural — então um edifício separado em Malé náměstí — fundiu-se com o Museu Histórico Municipal, criando uma instituição museológica maior com âmbito regional: Museu Regional, hoje Museu da Boêmia Oriental. Naquela época, Balthasar aceitou o cargo de vice-diretor e diretor-chefe do Departamento de Ciência. Ele também construiu coleções entomológicas aqui do zero. Dedicou-se intensamente à pesquisa regional das águias-da-montanha. Ele ocupou esse cargo até 30 de junho de 1957, quando se aposentou. Durante seu tempo em Hradec Králové, trabalhou como conservador da natureza distrital.
Em 1958, Balthasar retorna de Bratislava a cidade na qual nascera, Praga: com isso, se aposentaria de sua carreira como musicólogo e museólogo e continuaria seus trabalhos científicos, fazendo viagens à região dos Bálcãs, onde pesquisava e coletava besouros da região, dedicando a atividades entomológicas. Nisso, ele também processaria taxidermias de escaravelhos para sua coleção. Além dos seus estudos científicos, participou ativamente da vida científica, especialmente organizacional.
Participou intensamente da Sociedade Entomológica da Checoslováquia, a qual era membro desde 1926, nomeando-lhe membro honorário em 1956. Entre os anos de 1962 e 1964, ocupou o cargo de vice-presidente. Em 1964, tornou-se seu presidente interino. Nos anos de 1965 a 1967, ele foi membro do conselho editorial dos Relatórios da Sociedade Entomológica da Tchecoslováquia na ČSAV. Além de das sociedades mencionadas, Balthasar foi membro da Sociedade Zoológica da Tchecoslováquia, da Sociedade Ornitológica da Tchecoslováquia e do Clube de História Natural em Brno. Sua cooperação com a editora ČSAV é muito importante. Entre os anos de 1963 e 1964, publicaria pela primeira vez seu livro em alemão sobre os escaravelhos: Monographie der Scarabaeidae und Aphodiidae. Por muito tempo, entre os anos de 1962 e 1972, participa do conselho editorial da revista Živa e nela publicou várias vezes. Foi membro do conselho editorial da série de livros Fauna Čsr e, com isso, escreveria os volumes 3 (Chrysidoidea), 8 (Lamellicornia), 20 (Sphecoidea), e seria o editor dos volumes 12 (Staphylinidae) e 18 (Ephemeroptera).

## Dedicatórias e últimos anos
Vladimír Balthasar passaria seus últimos anos publicando trabalhos menores sobre a fauna da Tchecoeslováquia, até sua morte, em 10 de novembro de 1978. Após sua morte, sua coleção, em maioria, seria enviada ao Museu Nacional de Praga, compondo uma longa variedade de espécies de besouros e outros artrópodes. Durante sua vida e após a morte, seria homenageado por muitas instituições.
- Em 1938, recebeu a medalha do rei Leopoldo III da Bélgica pelo processamento de uma coleção de besouros coprófagos do antigo Congo Belga.
- Em seu septuagésimo aniversário, a presidência da Academia de Ciências da Tchecoslováquia concedeu-lhe a placa de prata GJ Mendel por seus serviços ao desenvolvimento das ciências biológicas.
- Em 1968, por ocasião do 105º aniversário do estabelecimento do Museu Nacional Eslovaco, ele foi premiado com uma medalha de prata pela Sociedade Eslovaca de Museus por seus méritos na construção de coleções de história natural no Museu Nacional Eslovaco em Bratislava.

## Publicações
- Balthasar, V. 1920, K padesátým narozeninám Ludvíka V. Ludvík Čelanského, Praha Presto, 84 s.
- Balthasar, V. 1921, Vojtěch Říhovský: s obšírným katalogem skladeb Vojtěcha Říhovského, Mojmír Urbánek,  Praha, 63 s.
- Balthasar, V. 1921, Hudební slovník obsahující české i cizojazyčné odborné výrazy hudební, Mojmír Urbánek, Praha, 95 s.
- Balthasar, V. 1921, Beethoven v Praze, Praha : Edition M.U., 45 s.
- Balthasar, V. 1924, Bedřich Smetana: il., noty, faksim., rodokmeny, Mojmír Urbánek, Praha, 310 s.
- Balthasar, V. 1930, Zwei neue formen der Potosia cuprea F. aus Siberien. Ent. Nachrichtenblatt, 3(3): p. 63 - 64.
- Balthasar, V. 1931, 8. Beiträg zur Kenntnis der Scarabaeidae des palearktischen Faunagebietes Ent. Nachrichtenblatt, 5(2): p. 24.
- Balthasar, V. 1933, Zwei neue formen von Scarabaeidaen. Ent. Nachrichtenblatt, 7(3): p. 84.
- Balthasar, V. 1934, Grotesk-Universal, Praha : Slévárna písem
- Balthasar, V. 1934, 25. Beiträg zur Kenntnis der paläarktischen Scarabaeidaen Ent. Nachrichtenblatt, 8(1): p. 23 - 24.
- Balthasar, V. 1936, Limnologické výskumy v slovenských vodách. Učená Spoloč. Šafárikova, Bratislava, p. 34, 50-51.
- Balthasar, V. 1937, Nový rod a druh čeledi Pentatomidae ze Slovenska.Čas. Čs. spol. ent., 34: p. 102 - 106.
- Balthasar, V. 1938, Další příspěvek k entomologickému výzkumu Slovenska. Entomologické listy, II: p. 121 - 128.
- Balthasar, V. 1942, Pozoruhodné nálezy ploštic na Moravě a na Slovensku. Entomologické listy, V: p. 25 - 2
- Balthasar, V. 1951, Monographie des Chrysidides de Palestine et des pays limitrophes,Praha, Národní museum, 317 s.
- Balthasar, V. 1954, Fauna ČSR Zlatěnky-Chrysidoidea 3, Praha : Nakladatelství ČSAV, 271 s.
- Balthasar, V. 1955, Fauna ČSR Brouci listorozí-Lamellicornia 8. díl 1, Praha: Nakladatelství ČSAV, 286 s.
- Balthasar, V. 1957, Klíč zvířeny ČSR díl 2, Praha : ČSAV, 746 s.
- Balthasar, V. 1963, Monographie der Scarabaeidae und Aphodiidae der palaearktischen und orientalischen Region díl 1, Praha : ČSAV, 746 s.
- Balthasar, V. 1963, Monographie der Scarabaeidae und Aphodiidae der palaearktischen und orientalischen Region díl 2, Praha : ČSAV, 627 s.
- Balthasar, V. 1964, Monographie der Scarabaeidae und Aphodiidae der palaearktischen und orientalischen Region díl 3, Praha : ČSAV, 652 s.
- Balthasar, V. 1967, Neue Arten der Familien Scarabaeidae und Aphodiidae. Opuscula zoologica, 91: 1 - 8, München.
- Balthasar, V. 1967, Beitrage zur Kenntnis der Fauna Afghanistans. Lamelicornia, Col. Časopis Moravského musea, vědy přírodní 52, Supplementum, 109 - 146, Brno.
- Balthasar, V. 1967, The scientific Results of the Hungarian Soil Zoological Expedition to the Brazaville-Congo. 22. Scarabaeinae und Coprinae (Coleoptera). Opuscula zoologica Instituti zoosystematici Universitatis budapestinensis, 7(2): 47 - 73, Budapest.
- Balthasar, V. 1967, Neue Arten der Familie Aphodiidae (Coleoptera). Acta entomologica bohemoslovaca, 64: 122 - 139, Praha.
- Balthasar, V. 1967, Dr. Leo Heyrovský. Živa, 15(5): 183, Praha.
- Balthasar, V. 1967, RNDr. Zdeněk Tesař, CSc. Živa, 15(5): 184, Praha.
- Balthasar, V. 1967, Balthasar, V., Hrubant, M., Hrubantová, E. : Beitrag zur Kenntnis der Hymenopteren Bulgariens (Chrysididae, Sphecidae). Acta faunistica entomologica Musei nationalis Pragae, 12(125): 161 - 176, Praha.
- Balthasar, V. 1968, Beiträge zur Kenntnis der Fauna Aghanistans. Lamelicornia, Col. Časopis Moravského musea, vědy přírodní: 53, Supplementum, 147 - 156, Brno.
- Balthasar, V. 1968, Neue Scarabaeiden-Axten. Beiträge zur Entomologie, 18(7-8): 953 - 958, Berlin.
- Balthasar, V. 1968, Über die Problematik der Grenzen der zoogeographischen Einheiten im Rahmen der Entomologie. Bericht über die 10. Wandersammlung Deutschen Entomologen 15. bis 19. September 1965 in Dresden, 536 - 546, Berlin.
- Balthasar, V. 1968, Neue Onthophagus-Arten von Neu-Guinea und den benachtbarten Inseln. Sborník entomologického oddělení Národního musea v Praze, 38: 361 - 508, Praha.
- Balthasar, V. 1968, XXXII. - Coleoptera Scarabaeidae et Aphodiidae. In “Contributions a la Connaissance de la Faune entomologique de la Côte d’Ivoire”. Annales du musée royal de l’Afrique centrale, 175: 59 - 73, Tervuren.
- Balthasar, V. 1970 Neue Arten der Scarabaeoides (Coleoptera). Acta entomologica bohemoslovaca, 67: 245 - 253, Praha.
- Balthasar, V. 1971, Neue Arten der Aphodiidae. Entomologische Blätter, 66(3): 153 - 158, Krefeld.
- Balthasar, V. 1971, Neue Aphodiidae-Arten aus Nepal. Khumbu Himal. Ergebnisse des Forschungsunternehmens Nepal Himalaya, 4(1): 17 - 22, Innsbruck-München.
- Balthasar, V. 1971, Neue Arten der Gattung Onthophagus Latreille und Aphodius Illiger. Beiträge zur Entomologie, 21(1-2): 55 - 60, Berlin.
- Balthasar, V. 1971, Eine neue Dynamopus-Art. Opuscula zoologica, 121: 1 - 3, München.
- Balthasar, V. 1972, Fauna ČSSR Sphecoidea, sv. 20, 1 - 471., Vydavatelství ČSAV, Praha.
- Balthasar, V. 1972, Coleoptera aus Nordostafrika. Scarabaeoidea: Scarabaeidae und Aphodiidae. Notulae entomologicae, 52: 18 - 32, Helsinki.
- Balthasar, V. 1972, Neue Arten der Scarabaeidae und Aphodiidae von Ceylon. Mitteilungen der Schweizerischen entomologischen Gesellschaft 45(1-3): 117 - 122, Zürich.
- Balthasar, V. 1973, Neue Arten der Gattung Aphodius Ill. Entomologische Blätter 69(1): 51 - 56, Krefeld.
- Balthasar, V. 1974, Neue Arten der Gattung Onthophagus aus der orientalischen und aethiopischen Region (Coleoptera, Scarabaeoidea). Acta entomologica bohemoslovaca, 71: 182 - 185, Praha.
- Balthasar, V. 1974, RNDr. Zdeněk Tesař, CSc. šedesátníkem. Acta entomologica bohemoslovaca, 71: 322 - 323, Praha.